# Груздев, Иона Карпович
Ио́на Ка́рпович Груздев (1923—1943) — младший сержант Рабоче-крестьянской Красной Армии, участник Великой Отечественной войны, Герой Советского Союза (1944).

## Биография
Иона Груздев родился 28 марта 1923 года в деревне Якимиха (ныне — Городской округ Семёновский Нижегородской области) в семье крестьянина. Окончил восьмилетнюю школу, работал в колхозе. В марте 1942 года Груздев был призван на службу в Рабоче-крестьянскую Красную Армию. С августа 1943 года — на фронтах Великой Отечественной войны, в звании гвардии младшего сержанта был пулемётчиком 218-го гвардейского стрелкового полка 77-й гвардейской стрелковой дивизии 61-й армии Центрального фронта. Отличился во время битвы за Днепр.
В ночь с 26 на 27 сентября 1943 года, несмотря на массированный вражеский огонь, Груздев одним из первых переправился через Днепр в районе села Неданчичи Репкинского района Черниговской области Украинской ССР. От разрыва снаряда перевернулась лодка, но он с пулемётом в руках добрался до белорусского берега Днепра и вступил в бой. Когда противник стал отступать, Груздев одним из первых ворвался во вражескую траншею и пулемётным огнём уничтожил две огневые точки и несколько десятков солдат и офицеров противника, обеспечив продвижение советских подразделений. В том бою Груздев погиб. Похоронен в братской могиле в селе Неданчичи Репкинского района Черниговской области Украины.
Указом Президиума Верховного Совета СССР «О присвоении звания Героя Советского Союза генералам, офицерскому, сержантскому и рядовому составу Красной Армии» от 15 января 1944 года за «образцовое выполнение боевых заданий командования по форсированию реки Днепр и проявленные при этом мужество и героизм» гвардии младший сержант Иона Груздев посмертно был удостоен высокого звания Героя Советского Союза. Также был награждён орденом Ленина и рядом медалей.
Память
В честь Груздева названа улица в Семёнове и школа, где он учился.